# Irena puella
L'irena dorsoazzurro (Irena puella (Latham, 1790)) è un uccello passeriforme appartenente alla famiglia Irenidae.
Questa specie del genere Irena è originaria delle foreste dell'Asia meridionale tropicale, in Indocina, le Grandi isole della Sonda, e a Palawan. La specie venne descritta dall'ornitologo britannico John Latham, nel 1790. Il nome scientifico della specie, puella, deriva dal latino e significa "bambina". L'unico altro membro del genere Irena, e della famiglia Irenidae, è l'irena delle Filippine (I. cyanogastra), che sostituisce l'irena dorsoazzurro in gran parte delle Filippine. Entrambe le specie sono considerate sacre per il popolo Tagalog in quanto sono percepite come presagi del tigmamanukan.
Un esemplare adulto di irena dorsoazzurro è lungo circa 24-27 centimetri (9,4-10,6 pollici). Il maschio presenta una livrea blu lucida ed iridescente su dorso, capo, coda e parte delle ali, mentre il ventre, il volto e le penne remiganti sono neri. Sia la femmina che il maschio, nel loro primo anno di vita, sono completamente blu-verdi opachi, colorazione che verrà poi mantenuta dalla femmina in età adulta.
L'irena dorsoazurro si nutre di frutta, nettare e alcuni insetti. Il suo richiamo è un fluido glue-it.

## Descrizione

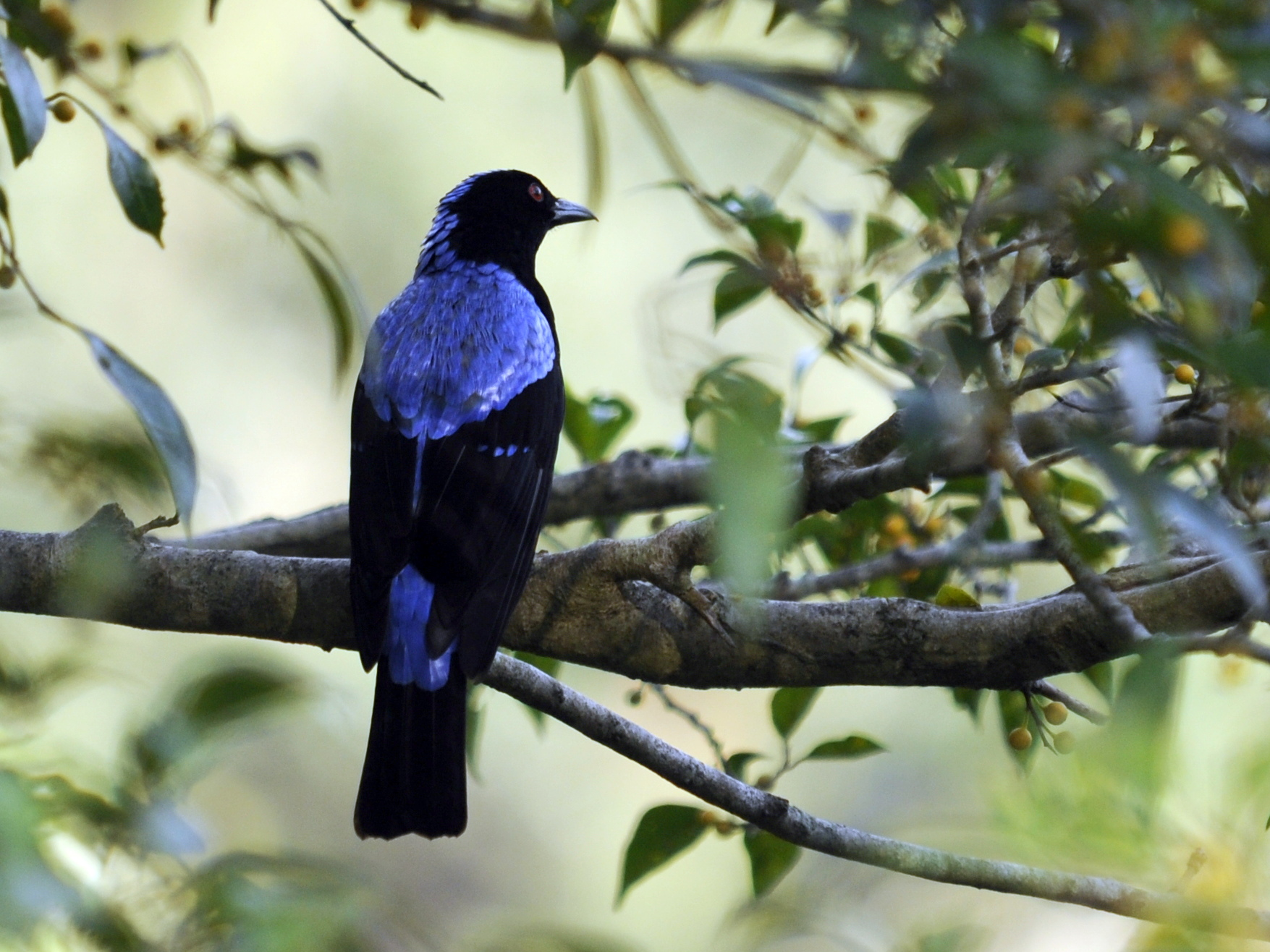
Maschio nelle Anamalai Hills, India

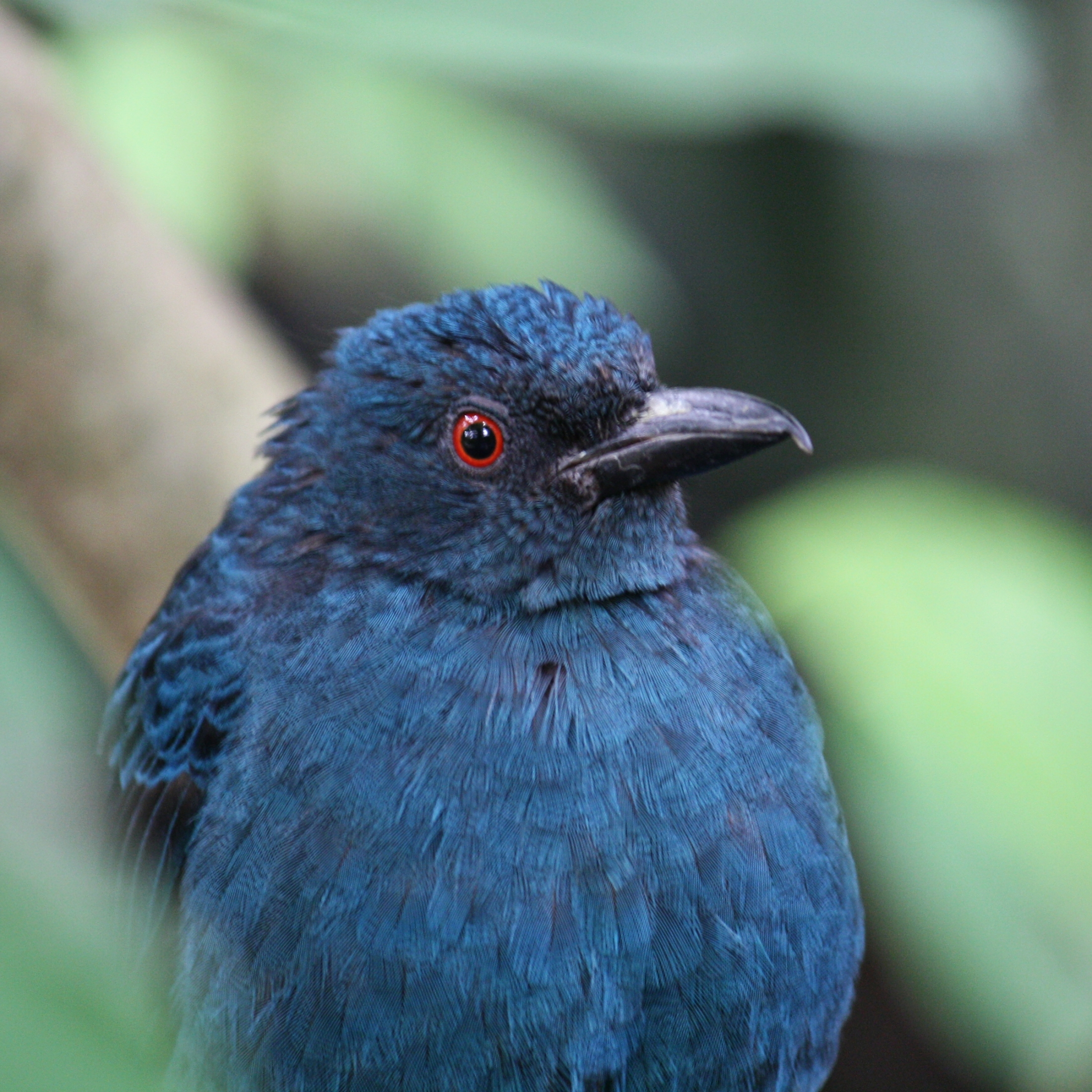
Primo piano di una femmina, allo zoo di Praga

### Dimensioni
L'irena dorsoazzurro misura dai 24 ai 27 centimetri (9,4-10,6 pollici) di lunghezza, per un peso di 52-75 grammi: le femmine, a parità d'età, sono più piccole e slanciate rispetto ai maschi. Sussiste inoltre una diminuzione della taglia in direttrice NO-SE. 

### Aspetto
Si tratta di uccelli dall'aspetto robusto e massiccio, muniti di grossa testa allungata con becco robusto e dall'estremità lievemente uncinata, corte e forti zampe, coda squadrata con punta lievemente bilobata ed ali arrotondate. L'iride è cremisi e le palpebre rosate; mentre il becco, le zampe e gli artigli sono neri. La specie spicca un evidente dimorfismo sessuale: Il maschio adulto è di un blu oltremare brillante con riflessi lilla sul piumaggio del dorso, del capo, delle copritrici alari minori e delle copritrici sotto la coda, mentre i lati della testa e l'intero piumaggio del ventre sono di un nero profondo; le copritrici alari maggiori, le penne e la coda sono nere, ed alcune copritrici hanno la punta blu, e le penne della coda centrali sono blu lucide.
Nella femmina il piumaggio superiore, le copritrici minori delle ali e le copritrici inferiori della coda sono blu brunastre, con i bordi delle penne più luminosi. Le penne centrali della coda ed il resto del piumaggio sono blu-verdi opachi. Le copritrici alari maggiori, le copritrici primarie e le terziarie sono marrone scuro, con una sfumatura blu sulle tele esterne. I giovani di ambedue i sessi assomigliano alla femmina. Il piumaggio presenta dicromatismo sessuale: i maschi in amore durante il mese di marzo, trasformano completamente il loro piumaggio, senza che avvenga una muta: Le prime sono le piume del dorso che diventano frangiate di un blu brillante, seguite dalle copritrici della coda e dal piumaggio del ventre e del volto. Alla fine della stagione degli amori, con una seconda trasformazione, i maschi vanno in eclisse ed assumono una livrea simile a quella delle femmine. Si possono frequentemente osservare esemplari giovani con un piumaggio inferiore misto nero e blu opaco, ed un piumaggio superiore come quello degli adulti.
Esistono diverse sottospecie, tra cui I. cyanea malayensis della penisola malese, dove il maschio differisce nell'avere le copritrici del sottocoda più lunghe, arrivando quasi alla punta della coda.

## Biologia

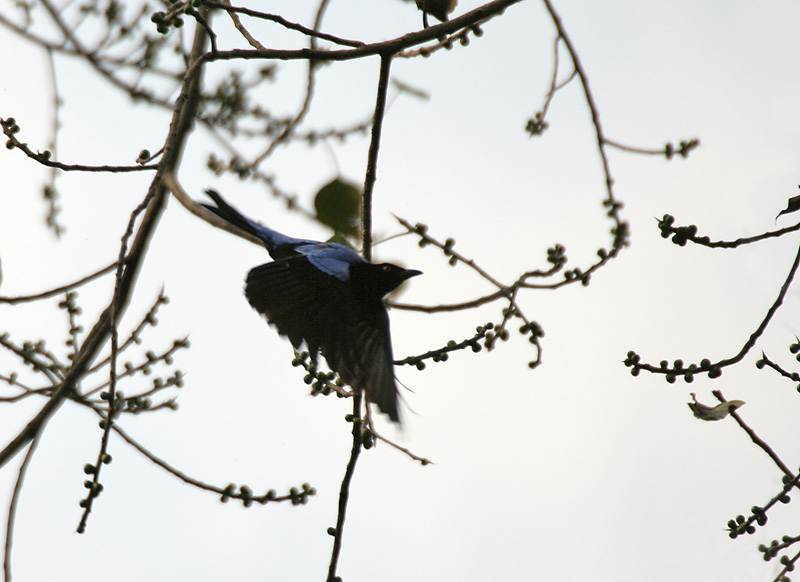
Maschio reperisce un fico sacro nel Bengala Occidentale.

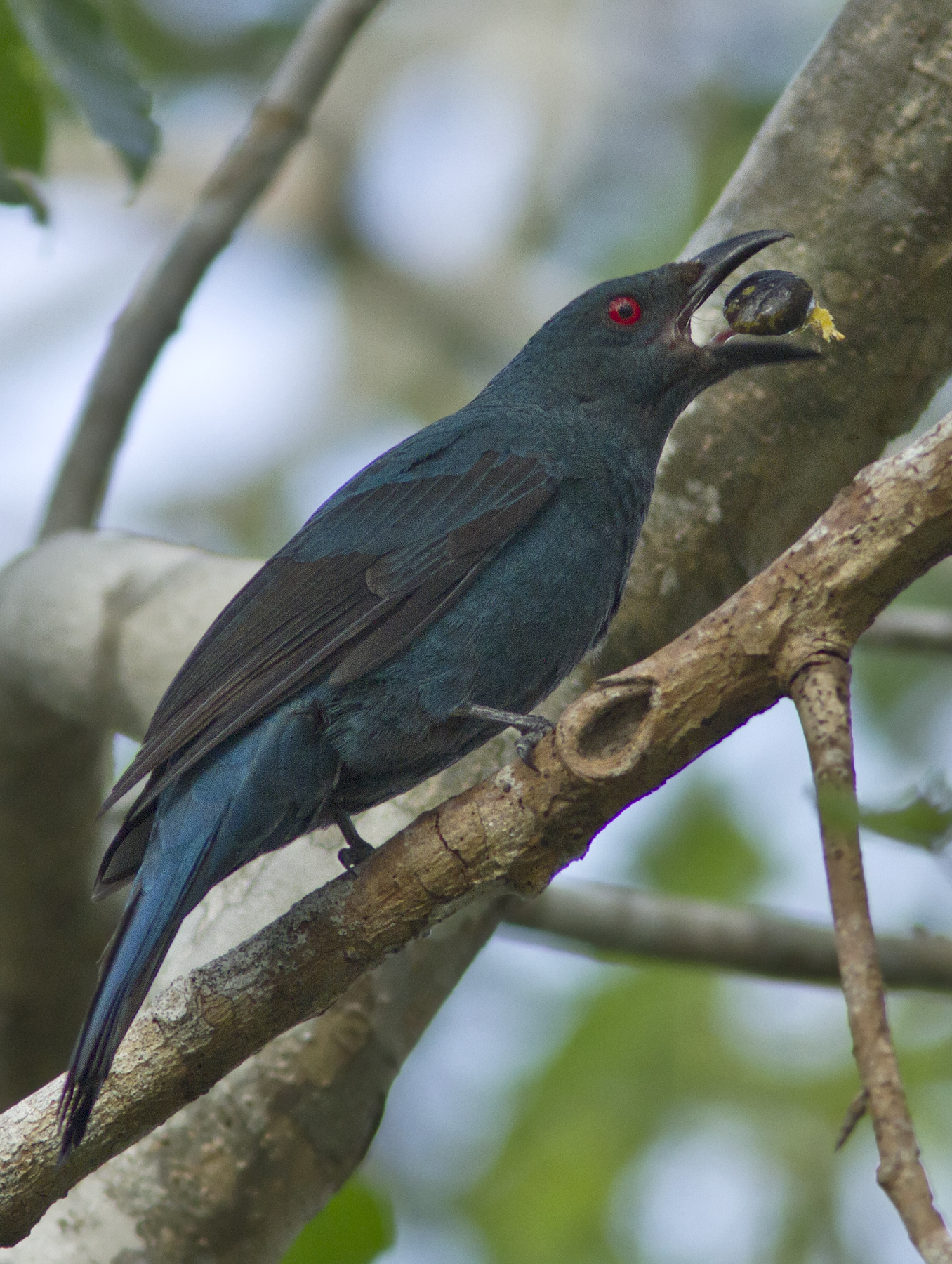
Femmina si nutre alle Andamane.

Si tratta di uccelli dalle abitudini di vita essenzialmente diurne, che vivono in coppie o in gruppetti familiari, mentre è raro osservarli da soli: essi passano la maggior parte della giornata nella canopia alla ricerca di cibo, tenendosi in contatto fra loro mediante richiami corti e flautati.

### Alimentazione
L'irena dorsoazzurro è un uccello essenzialmente frugivoro, la cui dieta si compone quasi esclusivamente di fichi, ma comprende anche altra frutta e bacche, nonché (sebbene sporadicamente) insetti ed altri piccoli invertebrati.

### Riproduzione
La stagione degli amori va da gennaio a luglio, con picchi delle deposizioni da febbraio ad aprile: si tratta di uccelli monogami, nei quali i maschi corteggiano le femmine con canti zufolanti, ai quali esse rispondono (in caso di interesse verso il maschio) cominciando a reperire materiale per la costruzione del nido.
Il nido consiste in una rozza e voluminosa piattaforma di ramoscelli intrecciati posta alla biforcazione di un ramo, al centro della quale è presente una concavità foderata da uno strato di muschio: la costruzione del nido (così come la cova delle 2-4 uova) è a carico esclusivo della femmina, mentre le cure parentali nei confronti dei pulli (ciechi ed implumi alla schiusa) vengono espletate da ambedue i genitori.

## Distribuzione e habitat

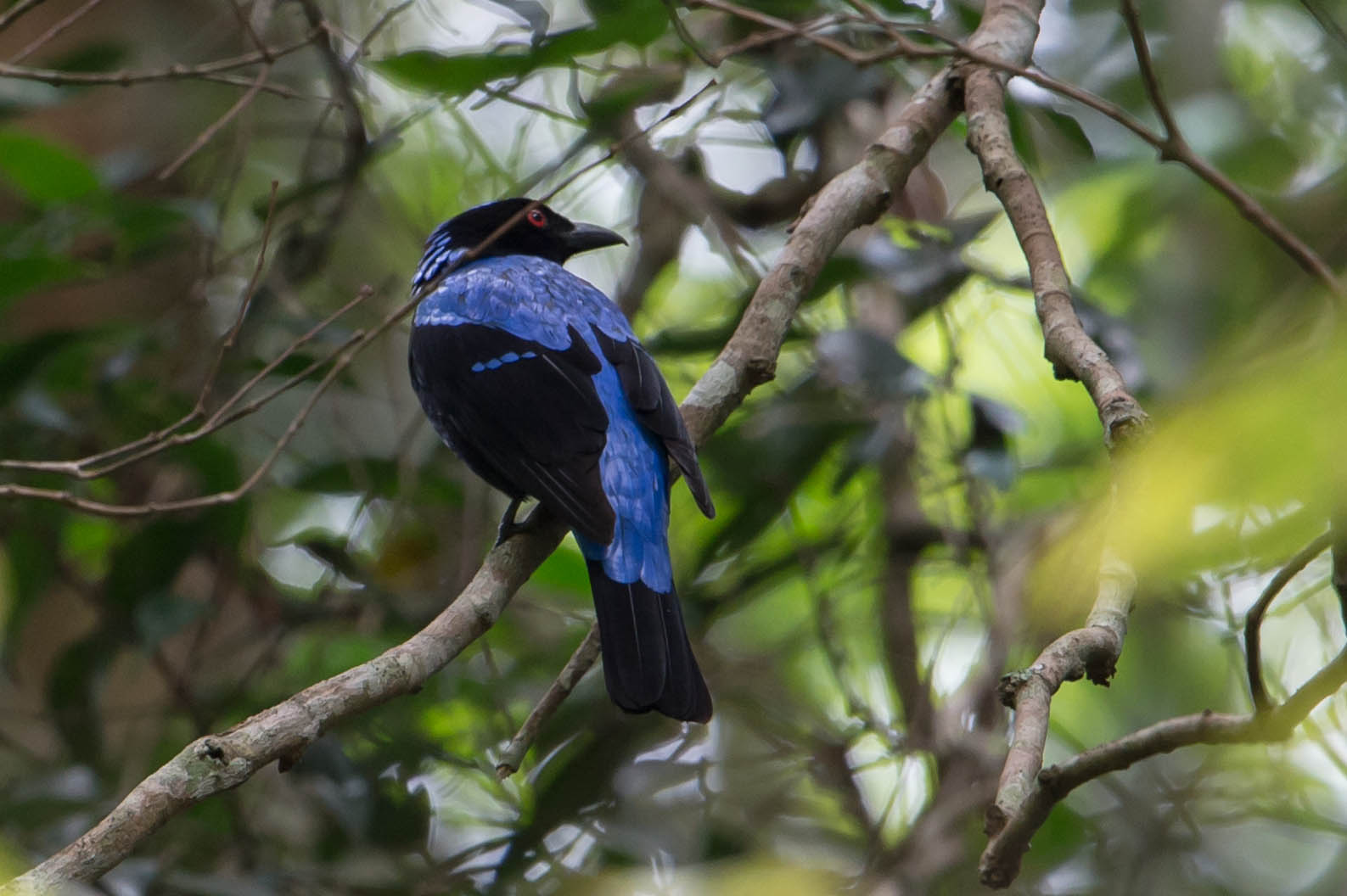
Maschio nel parco nazionale di Kaeng Krachan.

L'irena dorsoazzurro è diffusa in un ampio ma frammentario areale che copre buona parte dell'Asia meridionale e del Sud-est asiatico: questi uccelli sono infatti presenti dalla punta meridionale dell'India lungo la costa occidentale fino all'estremo sud del Maharashtra, nel Bengala Occidentale, alle pendici meridionali dell'Himalaya dal Nepal sud-orientale allo Yunnan meridionale e da qui attraverso Birmania e Thailandia in tutta l'Indocina, nella penisola di Malacca ed in buona parte dell'Insulindia (Sumatra, Giava, Borneo, Palawan ed isole minori circonvicine, comprese le Andamane e probabilmente anche le Nicobare).
L'habitat di questi uccelli è rappresentato dalla foresta pluviale umida sempreverde tropicale e subtropicale, dal livello del mare ai 1600 m di quota: sebbene prediliga la foresta primaria con presenza di grossi alberi da frutto, l'irena dorsoazzurro colonizza anche le aree antropizzate, spingendosi nei frutteti e nelle piantagioni (specialmente di cardamomo).

## Tassonomia
Se ne riconoscono sei sottospecie:
- Irena puella puella (Latham, 1790) - la sottospecie nominale, diffusa dall'India e dal Nepal sino all'Indocina;
- Irena puella andamanica Abdulali, 1964 - endemica delle isole Andamane e presente forse anche alle Nicobare[3];
- Irena puella malayensis Moore, 1854 - diffusa nella penisola malese;
- Irena puella crinigera Sharpe, 1877 - diffusa a Sumatra, nel Borneo e nelle isole vicine;
- Irena puella turcosa Walden, 1870 - endemica di Giava;
- Irena puella tweeddalii Sharpe, 1877 - endemica di Palawan ed isole minori vicine.

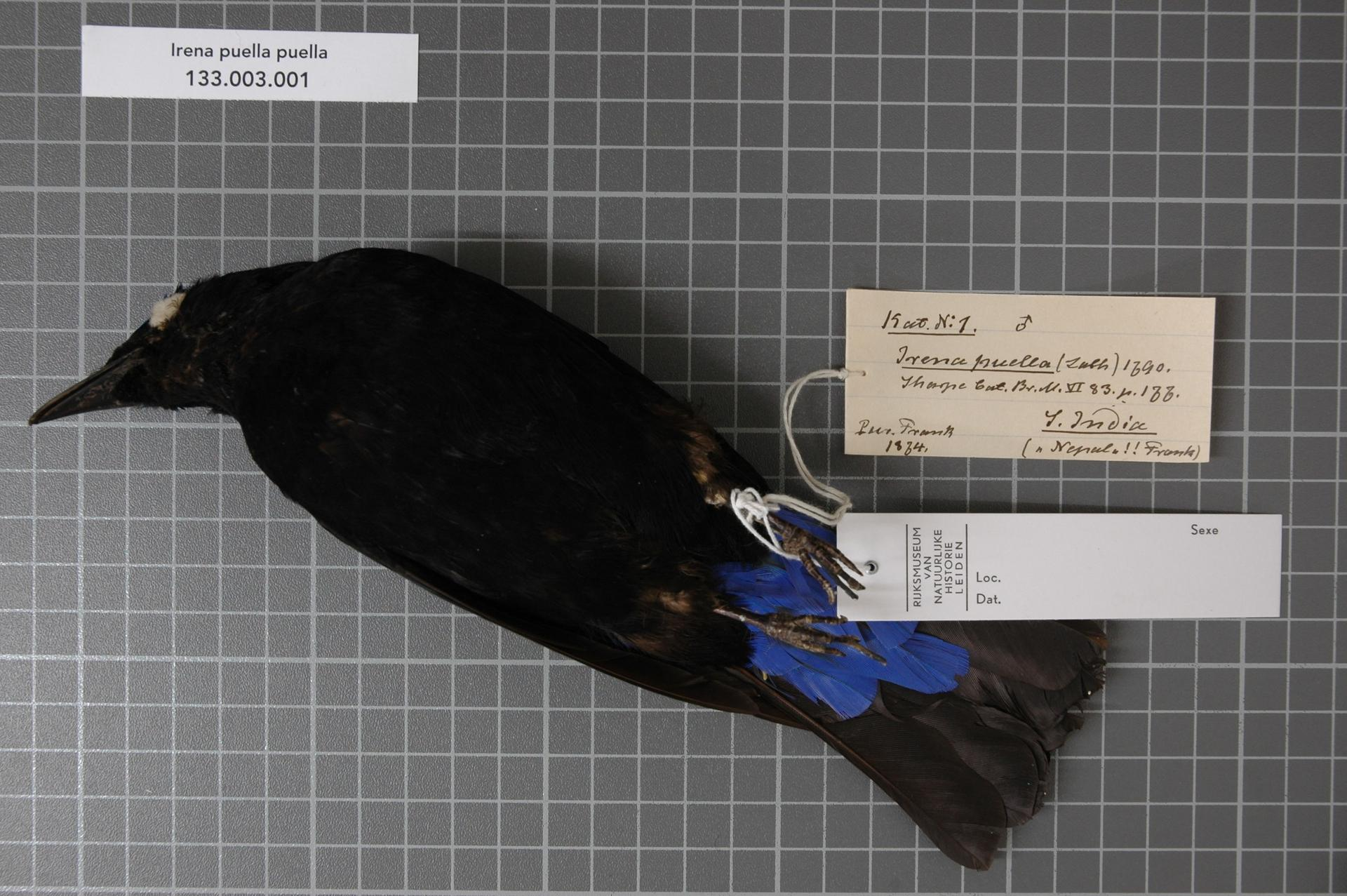
Maschio impagliato della sottospecie nominale.
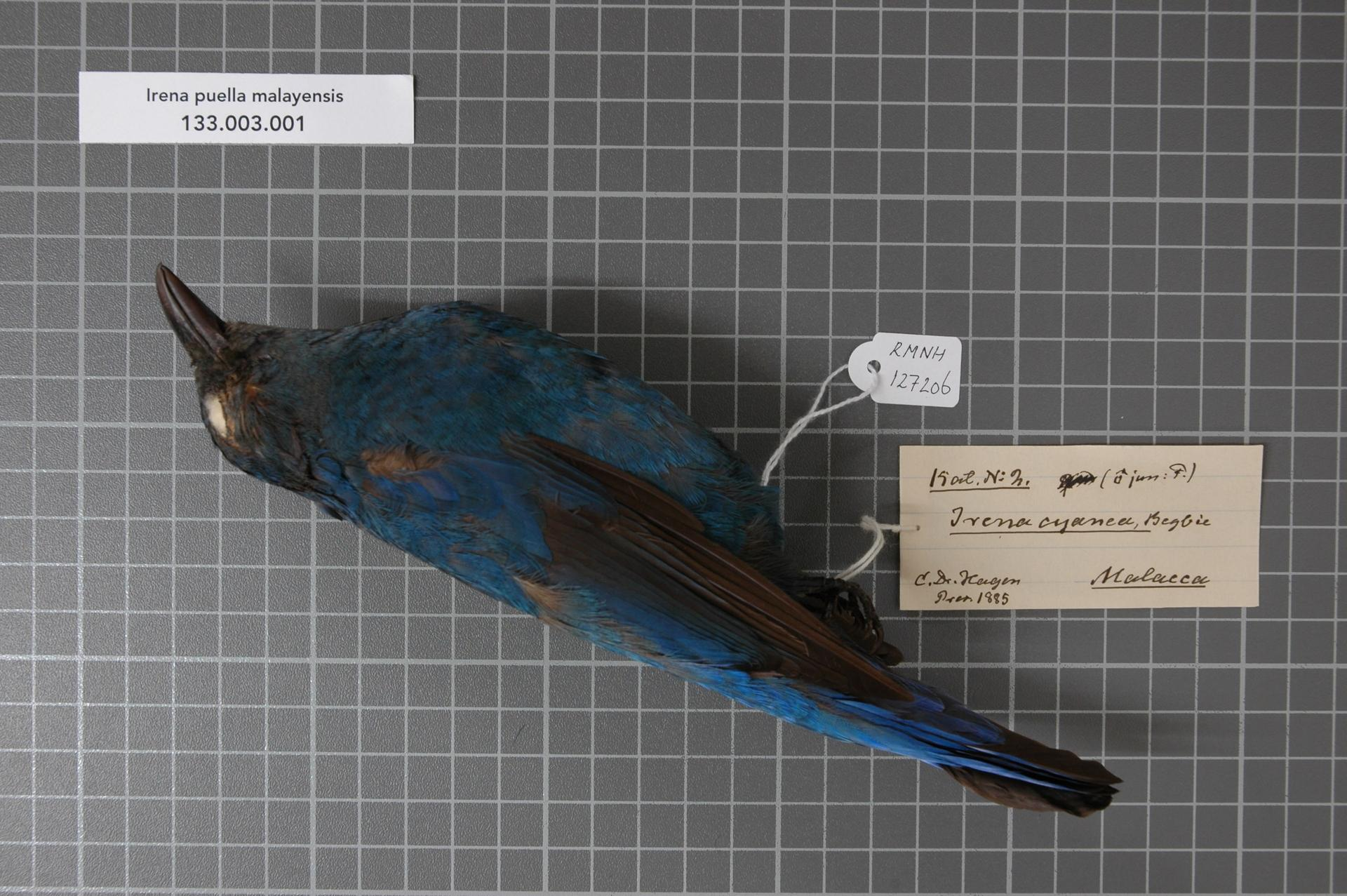
Giovane maschio impagliato della sottospecie malayensis.
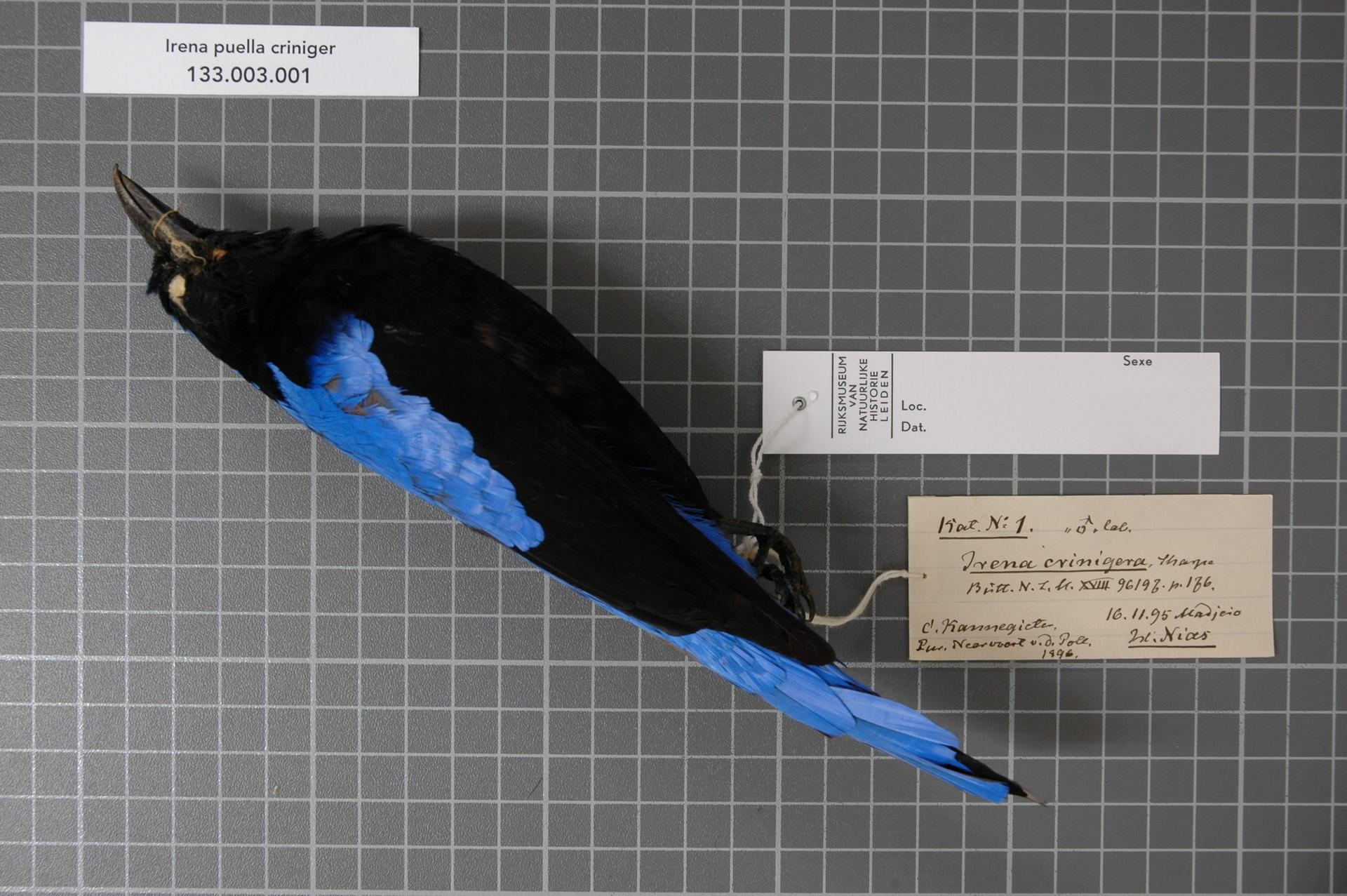
maschio impagliato della sottospecie crinigera.
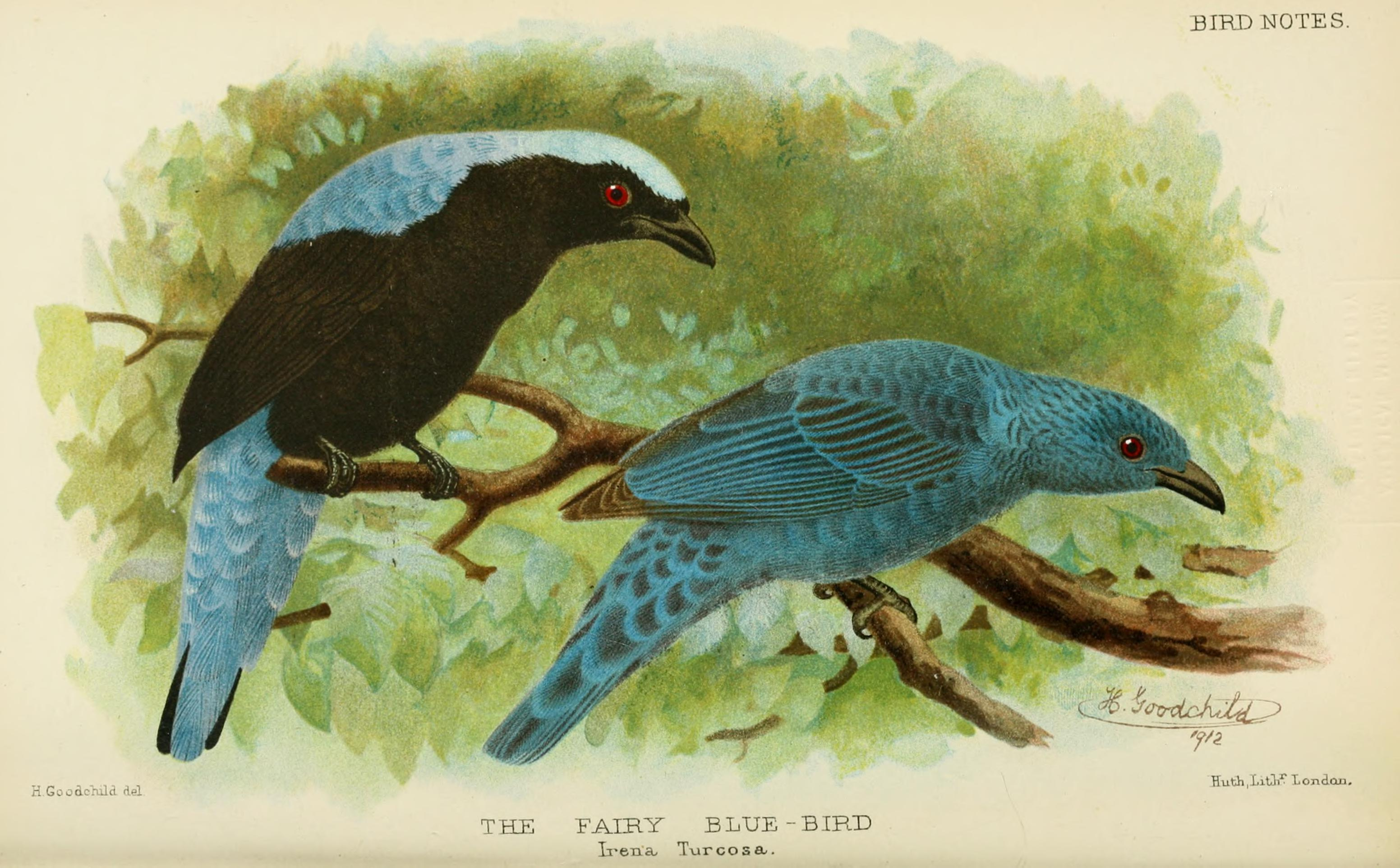
Illustrazione di coppia (maschio a sinistra) della sottospecie turcosa.
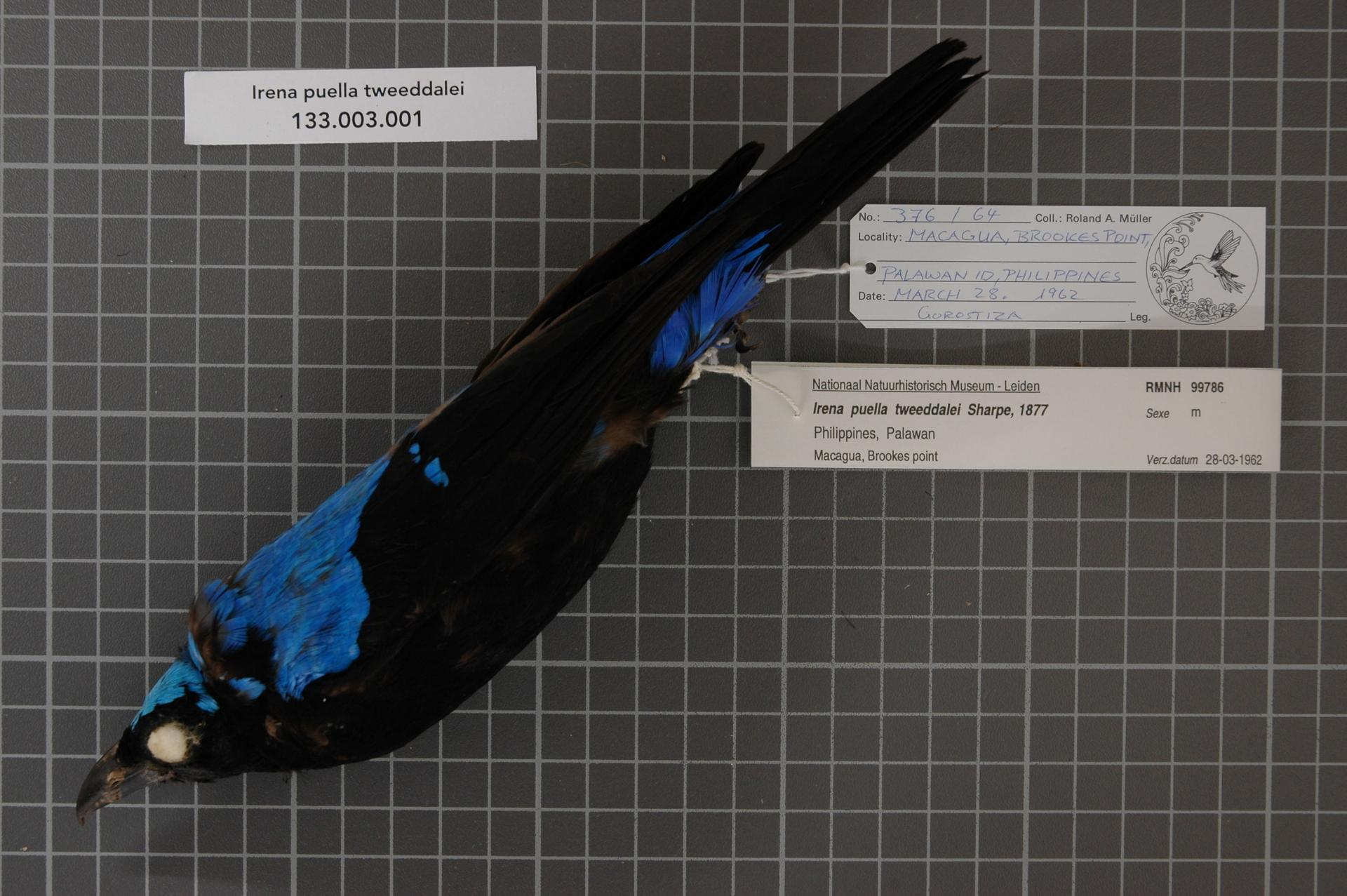
Maschio impagliato della sottospecie (per alcuni specie a sé stante) tweddalii.

Alcuni autori scorporerebbero dalla sottospecie nominale le popolazioni più settentrionali col nome di I. p. sikkimensis, mentre altri accorperebbero la sottospecie andamanica alla nominale: tuttavia, la prima presenta becco più robusto rispetto alla seconda, oltre che rilevanti divergenze a livello molecolare che potrebbero addirittura portare ad elevare questi uccelli al rango di specie a sé stante. Lo stesso discorso vale per la sottospecie tweeddalii.